# Saimiri vanzolinii
Il saimiri di Vanzolini o saimiri nero (Saimiri vanzolinii Ayres, 1985) è un primate platirrino della famiglia dei Cebidi.

## Distribuzione
L'areale di questa specie è fra i più piccoli fra quelli occupati da tutte le specie di platirrine: questi animali sono infatti endemici della várzea della zona di confluenza fra il Rio Japurá ed il Rio delle Amazzoni, in Brasile settentrionale, per un'area di circa 530 km².

## Descrizione

### Dimensioni
Misura circa 70 cm di lunghezza, di cui più della metà spettano alla coda, per un peso di circa 1 kg.

### Aspetto
Il pelo è corto e folto, di colore nero o grigiastro: gli avambracci delle quattro zampe ed il basso ventre sono giallo-arancio, mentre sulla faccia è presente la caratteristica mascherina attorno ad occhi e muso che caratterizza il genere Saimiri.

## Biologia
Si tratta di animali diurni e sociali: vivono in gruppi comprendenti una trentina di esemplari, suddivisi in sottogruppi a seconda dell'età e del sesso. Ogni gruppo occupa un territorio di circa 3km² di estensione, anche se non sembrano essere territoriali, anzi può capitare di osservare vari gruppi cercare assieme il cibo. I gruppi si muovono nell'ambito del proprio territorio percorrendo anche tre chilometri in un giorno.

Si tratta di animali socievoli e tranquilli, che tendono a comunicare fra loro con una serie di versi atti a comunicare i vari stati d'animo: per comunicare la propria età, sesso o posizione sociale, i vari animali adulti sono poi soliti urinarsi sulle palme delle mani e strofinarsi l'urina sul corpo.

### Alimentazione
Si nutrono principalmente di insetti e frutta, preferendo gli insetti più lenti e grossi (come cavallette e bruchi) e la frutta ben matura e di piccole dimensioni: qualora queste due fonti di cibo scarseggino, ripiegano su fiori, semi, uova, foglie e piccoli vertebrati.

### Riproduzione
La stagione riproduttiva va da settembre a novembre, con le femmine che hanno un estro di soli tre giorni in un ciclo estrale di un mese. Maschi e femmine si accoppiano promiscuamente fra loro, anche se i maschi stabiliscono una rigida gerarchia in seguito a combattimenti anche molto cruenti fra loro, al termine dei quali il vincitore dichiara la propria supremazia urinando sullo sconfitto. La gestazione dura circa cinque mesi, al termine dei quali viene dato alla luce un unico cucciolo che viene svezzato a sei mesi e raggiunge la maturità sessuale a due anni e mezzo se femmina, dopo i tre se maschio. Solitamente, i giovani non lasciano il gruppo natio, poiché in altri gruppi dovrebbero affrontare una serie di lotte con i conspecifici del proprio sesso al fine di determinare la propria posizione nell'ambito del gruppo.
La speranza di vita di questi animali si aggira attorno ai quindici anni di vita in natura.